# Romana Hałat
Romana Hałat, również Roma Hałat (ur. 3 stycznia 1937 w Bydgoszczy, zm. 27 maja 2012 w Łodzi) – polska malarka współczesna, wieloletnia wykładowczyni Akademii Sztuk Pięknych im. Wł. Strzemińskiego w Łodzi.

## Życiorys
Roma Hałat urodziła się w Bydgoszczy 3 stycznia 1937 roku. Ojciec Bolesław Szymański był urzędnikiem, matka Marta Szymańska, udzielała lekcji muzyki.
W 1955 roku zdała maturę w Państwowym Liceum Sztuk Plastycznych w Bydgoszczy i egzaminy wstępne na studia w Państwowej Wyższej Szkole Sztuk Plastycznych w Łodzi (obecnej Akademii Sztuk Pięknych im. Władysława Strzemińskiego w Łodzi). Studiowała w pracowni malarstwa prof. Stefana Wegnera i w pracowni projektowania prof. Teresy Tyszkiewicz. W 1961 otrzymała dyplom z wyróżnieniem. W 1962 roku rozpoczęła pracę w PWSSP w Łodzi jako asystentka, najpierw w pracowni prof. Teresy Tyszkiewicz, a od 1963 w Pracowni Malarstwa i Rysunku prof. Stefana Wegnera.
Aktywnie uczestniczyła w życiu Akademii. W latach 1993–1996 pełniła funkcję dziekana Wydziału Edukacji Wizualnej. Była twórcą autorskiego programu kształcenia w zakresie malarstwa i rysunku. Została kilkakrotnie uhonorowana nagrodami rektorskimi, a także Ministra Kultury i Sztuki za wybitne osiągnięcia artystyczne i dydaktyczne.
Od 1985 roku współpracowała z Galerią 86 w Łodzi.
W 1993 roku otrzymała tytuł profesora zwyczajnego.
W 2007, po 45 latach pracy w Państwowej Wyższej Szkole Sztuk Plastycznych, następnie w Akademii Stuk Pięknych im. Władysława Strzemińskiego w Łodzi przeszła na emeryturę.
W tym samym roku otrzymała Srebrny Medal „Zasłużony Kulturze Gloria Artis”.

## Życie prywatne
W 1964 poślubiła Aleksandra Hałata, rzeźbiarza, absolwenta i asystenta w PWSSP, w tym samym roku urodziła się ich córka Agata.

## Twórczość

### Rysunek i malarstwo
Wybrane cykle:
- Motyle i ważki, 1970
- Epitafium dla poety, 1974
- Biała magia, 1979
- Życie cienia, 1986

W latach 1977–1980 powstają obrazy z cyklu Pejzaże, akryl, płótno 146/146 cm
Od 1985 roku tworzyła TRIADY. Każda praca składa się z trzech stron, warstw ułożonych jedna na drugiej. Jest początek, środek i koniec. Tworzy się triada. Wycinane rytmy to otwarcie, poprzez które ujawniają się fragmenty drugiej i trzeciej strony. Przypadek decyduje o tym, co się nam objawi. Warstwy wewnętrzne TRIAD są zawsze ukryte, są tajemnicą jak u człowieka. TRIADY są pracami z pogranicza rysunku i malarstwa.
Wybrane cykle Triad:
- El Castillo cd.
- Rytmy pomyślności
- Medytacja

### Prace w zbiorach
- Muzeum Sztuki, Łódź;
- Muzeum na Majdanku, Lublin;
- Muzeum Narodowe, Szczecin;
- Muzeum Sztuki Współczesnej, Radom;
- Muzeum Mazurskiego, Olsztyn;
- Muzeum Sztuk Pięknych im. A.S. Puszkina, Moskwa;
- Muzeum Albertina, Wiedeń;
- Mondriaanhaus Museum, Amersfoort, Holandia;

oraz w kolekcjach prywatnych krajowych i zagranicznych.

### Wybrane wystawy indywidualne i zbiorowe
Prezentowała swoje prace na 25 wystawach indywidualnych w Polsce i za granicą między innymi: w Wiedniu, Barcelonie, Krakowie, Toruniu, Bydgoszczy i Łodzi. Uczestniczyła w ponad 130 wystawach ogólnopolskich, międzynarodowych i sztuki polskiej za granicą między innymi:
- 1974 – Nowy Ruch Polonais, Espace Cardin, Paryż;
- Od 1978 roku uczestniczyła w Międzynarodowym Triennale Rysunku we Wrocławiu;
- 1983, 1987 – drugie i czwarte exposition internationale Petit format de papier, Belgia;
- 1991 – Art Jonction International, Nicea;
- 1991 – Arte Fiera 91, Bolonia;
- 1992 – Galeria E, Wiedeń;
- 1992 – Arco Collection 92, Madryt;
- 1993 – Arte Contemporaneo Polaco, Hiszpania;
- 1994 – Internationale Art Exposition, Chicago;
- 1995 – Polnische Meisterzeichnungen, Galerie im Pferdestall, Kulturbrauerei, Berlin;
- 1996 – Art, Strasbourg;
- 1997 – Międzynarodowe Triennale Sztuki Majdanek, Lublin;
- 1998 – Łódź in Munchen, Studio Res Publika, Monachium;
- 1999 – Sztuka Dwóch Czasów, Muzeum Narodowe, Gdańsk;
- 2000 – En zie hier, dit is Polen, Centrum Polskie, Bruksela;
- 2003 – Geometrisch Concret IV, Museum Voor Constructive en Concrete IV – Museum Voor Constructive en Concrete KunstMondriaanhaus, Holandia;
- 2004 – Geometrisch Konkret VII, Galerie Kunen, Dulmen.